# David Käbisch
David Käbisch-Lepetit (* 19. Juni 1975 in Leipzig; † 24. März 2024) war ein deutscher evangelischer Theologe, Religionspädagoge und Hochschullehrer an der Goethe-Universität Frankfurt am Main.

## Leben
Käbisch war ein Sohn des Pfarrers Edmund Käbisch. Er studierte Evangelische Theologie in Leipzig, Jerusalem (Dormitio-Abtei) und Cheltenham an der University of Gloucestershire. Nach dem ersten kirchlichen Examen 2003 der Evangelisch-Lutherischen Landeskirche Sachsens war er von 2003 bis 2008 Wissenschaftlicher Mitarbeiter an der Theologischen Fakultät der Friedrich-Schiller-Universität in Jena. Nach dem ersten Staatsexamen 2007 für das Lehramt an Gymnasien (Latein/ev. Religion) war er von 2008 bis 2010 Studienreferendar am Rudolf-Hildebrand-Gymnasium in Markkleeberg. Nach der Promotion 2008 zum Dr. theol. in Jena bei Michael Wermke war er von 2010 bis 2013 Akademischer Rat am Fachbereich Evangelische Theologie der Philipps-Universität in Marburg und Lehrer an der dortigen Martin-Luther-Schule (als Nebentätigkeit). Nach der Habilitation 2013 im Fach Praktische Theologie in Marburg war er von 2013 bis zu seinem Tod Professor für Religionspädagogik am Fachbereich Evangelische Theologie der Johann Wolfgang Goethe-Universität Frankfurt am Main. Im Sommersemester 2017 war der Visiting Scholar am Princeton Theological Seminary in New Jersey, von 2020 bis 2023 war er Dekan des Fachbereichs Evangelische Theologie. Seit 2022 begleitete Käbisch als Mitglied des wissenschaftlichen Beirates der EKD die 6. Kirchenmitgliedschaftsuntersuchung.
Seine Forschungsschwerpunkte und Forschungsinteressen waren Bildung als Grunddimension der Praktischen Theologie, religiöse Bildung in ökumenischen, interreligiösen und konfessionslosen Kontexten (Bildungstheorie), Fachdidaktik des evangelischen Religionsunterrichts, Geschichte der Praktischen Theologie und Religionspädagogik sowie transnationale Dimensionen religiöser Bildung. Eine Würdigung seines wissenschaftlichen Wirkens hat die Frankfurter Bibelgesellschaft veröffentlicht, als deren Präsidiumsmitglied David Käbisch-Lepetit seit 2022 tätig war.
Käbisch-Lepetit lebte mit seiner Familie in Marburg an der Lahn und ist dort beigesetzt.

## Auszeichnungen
- 2023: 3. Preis für exzellente Lehre der Goethe-Universität und der Stiftung der Frankfurter Sparkasse[6][7]

## Mitgliedschaften
- Gesellschaft für wissenschaftliche Religionspädagogik[8]

## Schriften (Auswahl)
- mit Johannes Wischmeyer (2023): Die Praxis akademischer Religionslehrerbildung: Katechetik und Pädagogik an der Universität Jena 1817–1918. Mit einem Forschungsausblick von Michael Wermke. Tübingen: Mohr Siebeck, ISBN 978-3-16-162951-8.
- mit Carsten Gennerich und Jan Woppowa (2021): Konfessionelle Kooperation und Multiperspektivität: empirische Einblicke in den Religionsunterricht an Gesamtschulen. Stuttgart: Kohlhammer, ISBN 978-3-17-040052-8.
- mit Johannes Träger, Ulrike Witten, Jens Palkowitsch-Kühl (2015): Luthers Meisterwerk – eine Bibelübersetzung macht Karriere: Bausteine für den Religionsunterricht in der Sekundarstufe I, Göttingen: Vandenhoeck & Ruprecht, ISBN 978-3-525-77014-6.
- (2014) Religionsunterricht und Konfessionslosigkeit: eine fachdidaktische Grundlegung (Praktische Theologie in Geschichte und Gegenwart, 14), Tübingen: Mohr Siebeck, ISBN 978-3-16-153007-4.
- David Käbisch schrieb einige Artikel für das Biographisch-Bibliographische Kirchenlexikon (BBKL).